# Aloyzas Kveinys
Aloyzas Kveinys (ur. 9 lipca 1962 w Wilnie, zm. 26 lipca 2018) – litewski szachista, arcymistrz od 1992 roku.

## Kariera szachowa
Należał do ścisłej czołówki litewskich szachistów, wielokrotnie reprezentował Litwę w turniejach drużynowych, m.in.: ośmiokrotnie na olimpiadach szachowych (w latach 1992, 1994, 1996, 2000, 2002, 2004, 2006, 2008) oraz czterokrotnie na drużynowych mistrzostwach Europy (w latach 1992, 2003, 2005, 2007).
Od roku 2001 odniósł wiele międzynarodowych sukcesów, głównie w turniejach otwartych, m.in.:
- 2001 – mistrzostwa Litwy (dz. I m. z Sarunasem Sulskisem), Głogów (drużynowe mistrzostwa Polski – najlepszy indywidualny wynik na I szachownicy)[4],
- 2002 – Cappelle-la-Grande (dz. I m.), mistrzostwa Estonii (dz. I m.),
- 2003 – Schwäbisch Gmünd (I m.), mistrzostwa Litwy (II m.), Birsztany (I m.), Lozanna (dz. I m.), Charleroi (I m.),
- 2004 – Schwäbisch Gmünd (I m.), Bad Wörishofen (dz. I m.), Bogny-sur-Meuse (dz. I m.),
- 2005 – Oslo (dz. I m.), Gausdal (turniej B, dz. I m.),
- 2006 – Koszalin (I m.), Esbjerg (turniej The North Sea Cup, dz. I m.), Płótele (dz. I m.),
- 2007 – Poniewież (dz. I m.),
- 2008 – Gausdal (dz. I m.), Neuchâtel (dz. I m.), Kowno (mistrzostwa Litwy, I m.), Oslo (I m.), Polanica-Zdrój (turniej otwarty memoriału Akiby Rubinsteina, dz. I m.),
- 2009 – Oslo (dz. I m.),
- 2013 – Le Touquet-Paris-Plage (dz. I m. wspólnie z Serhijem Fedorczukiem)[5],
- 2014 – Wilno (mistrzostwa Litwy – II m.)[6].

Najwyższy ranking w dotychczasowej karierze osiągnął 1 lipca 2004 r., z wynikiem 2565 punktów zajmował wówczas drugie miejsce (za Eduardasem Rozentalisem) wśród litewskich szachistów.